# Михайлівка (Підкарпатське воєводство)
Михайлівка (пол. Michałówka) — давнє українське село в Польщі, у гміні Радимно, Ярославського повіту, Підкарпатського воєводства, лежить на правому березі Сяну. Населення — 303 особи (2011).

## Історія
У 1340-1772 рр. село входило до Перемишльської землі Руського воєводства. У XVIII столітті село належало перемиському каштеляну Юзефу Дрогойовському, який у 1763 році тут звів костел і заснував римо-католицьку парафію, внаслідок чого йшла постійна латинізація і полонізація українців.
У 1772-1918 роках село було у складі Австро-Угорської монархії, у провінції Королівство Галичини та Володимирії. У 1881 році село нараховувало 364 жителів (у тому числі 49 у фільварку), з них 279 римо-католиків, 59 греко-католиків і 41 юдей, місцева греко-католицька громада належала до парафії Лази Ярославського деканату Перемишльської єпархії.
У 1919-1939 роках — у складі Польщі. Село належало до Ярославського повіту Львівського воєводства, ґміна Радимно. На 1 січня 1939-го в селі з 420 жителів було 30 українців, 380 поляків і 10 євреїв.
З початком Другої світової війни чоловіків села мобілізовано до польської армії. У середині вересня 1939 року німці окупували село, однак уже 26 вересня 1939 року мусіли відступити з правобережжя Сяну, оскільки за пактом Ріббентропа-Молотова воно належало до радянської зони впливу. 27.11.1939 постановою Верховної Ради УРСР село включене до Любачівського повіту. 17 січня 1940 року територія ввійшла до Ляшківського району Львівської області. Нові окупанти також мобілізували чоловіків до Червоної армії. В червні 1941, з початком Радянсько-німецької війни, територія знову була окупована німцями. В липні 1944 року радянські війська оволоділи цією територією і знову мобілізували чоловіків. У жовтні 1944 року західні райони Львівської області віддані Польщі.
У 1975—1998 роках село належало до Перемишльського воєводства.

## Демографія
Демографічна структура станом на 31 березня 2011 року:
|          | Загалом | Допрацездатний вік | Працездатний вік | Постпрацездатний вік |
| -------- | ------- | ------------------ | ---------------- | -------------------- |
| Чоловіки | 152     | 37                 | 101              | 14                   |
| Жінки    | 151     | 31                 | 87               | 33                   |
| Разом    | 303     | 68                 | 188              | 47                   |